# 先知以利亚会堂 (亚历山大)
31°11′56″N 29°54′01″E / 31.19889°N 29.90028°E
先知以利亚会堂（Eliyahu Hanavi Synagogue；كنيس النبي إلياهو；בית הכנסת אל）是埃及亞歷山卓的一个犹太会堂。它建于1354年，在1798年法国入侵埃及期间被法国炸毁，1850年在穆罕默德·阿里王朝统治下重建。1956年大批犹太人离开埃及后，留在亚历山大的犹太人非常之少，但是该会堂仍在举行仪式。该会堂自2012年起由于安全原因关闭。